# Emmy Werner

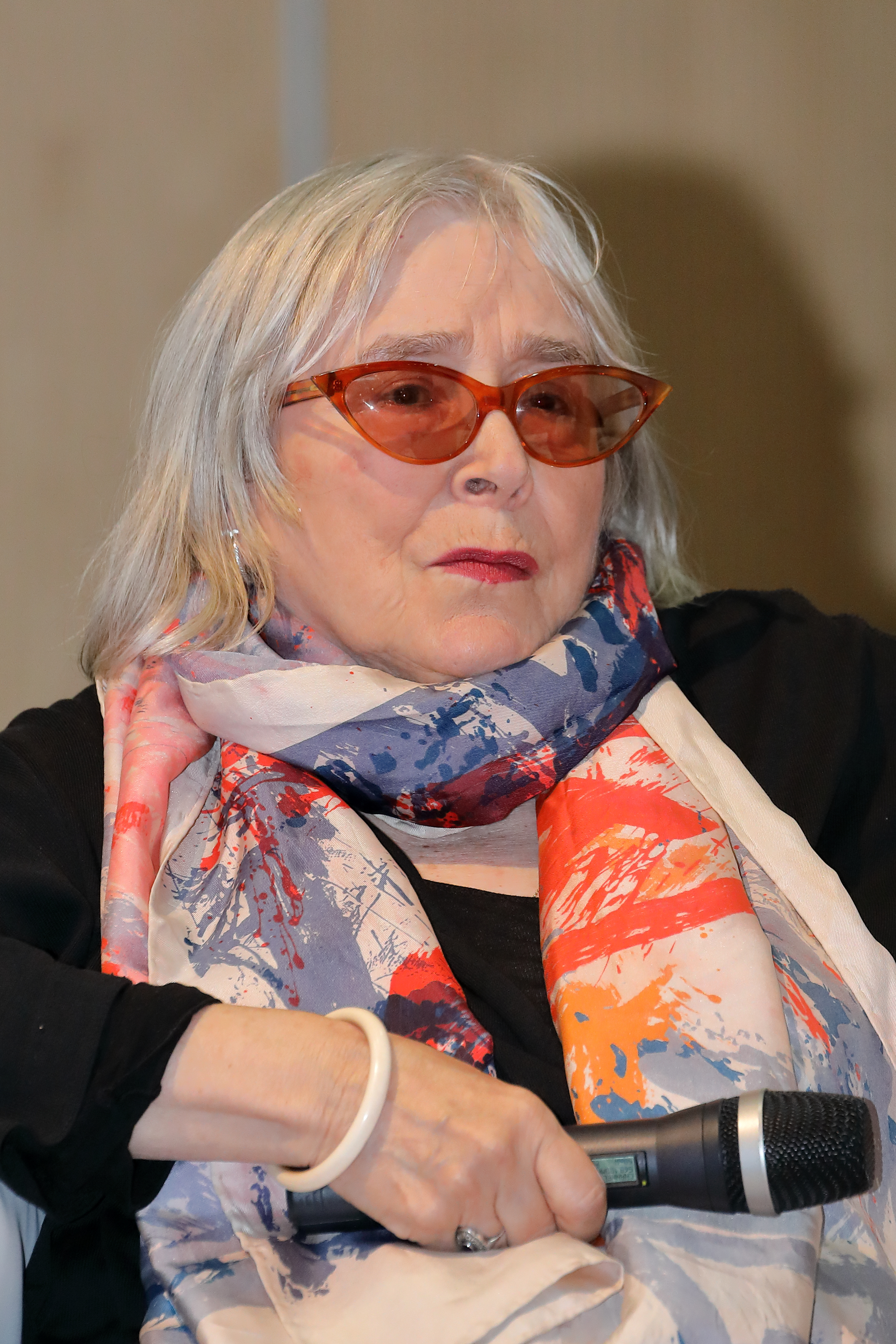
Emmy Werner (2018)

Emmy Werner (* 13. September 1938 in Wien) ist eine österreichische Schauspielerin und Regisseurin und war 17 Jahre lang Direktorin des Wiener Volkstheaters.

## Leben und Wirken
Emmy Werners Vater war Hans Werner, Schriftsteller und Textautor bekannter Wienerlieder, ihre Mutter (1905–2002) Emmy Werner war von 1920 bis 1924 Tänzerin an der Wiener Volksoper. Der Großvater mütterlicherseits war der Architekt Eduard Prandl.
Emmy Werner besuchte zunächst das Mädchen-Realgymnasium 19. Bezirk in der Billrothstraße. Nach der Matura 1956 begann sie eine Schauspielausbildung von 1957 bis 1959 bei Otto Kerry, Maria Luise Rainer und Eduard Volters, die sie 1959 vor der Paritätischen Prüfungskommission abschloss. Es folgte die Heirat mit dem Schauspieler und Regisseur Georg Lhotsky 1959 und die Geburt von Sohn Alexander Lhotzky (1959–2016). Die Ehe wurde 1974 in beiderseitigem Einvernehmen geschieden.
Als Schauspielerin hatte Werner Engagements am Theater der Jugend, am Theater in der Josefstadt und am Volkstheater. Sie war im Fernsehen zu sehen und in Hörspielen zu hören. Im Theater der Courage spielte sie von 1963 bis 1968 und von 1973 bis 1976. Danach leistete sie dramaturgische und Regie-Mitarbeit bei Theater, Film und Fernsehen und war eigenständig für die Gestaltung von Spieldokumentationen und Regiearbeiten bei einem TV-Film zuständig. Von 1980 bis 1981 hatte sie die Co-Leitung des Theaters der Courage zusammen mit Stella Kadmon inne. 1979/1980 leitete sie die Gründung der Kleinbühne Theater in der Drachengasse ein, das dann 1981 eröffnete und in dem sie die Leitung übernahm und bis 1987 kontinuierliche Regie- und Schauspielarbeit leistete.
Am 1. Januar 1988 erfolgte der Emmy Werners Eintritt in die Geschäftsführung des Volkstheaters Wien, das sie vom  1. September 1988 bis 31. August 2005 als künstlerische Direktorin leitete. In dieser Zeit betreute sie 13 Stücke als Regisseurin.

## Filmografie (Auswahl)
- 1966: Robinson soll nicht sterben (TV)[1]
- 1967: Das Veilchen (TV)
- 1968: Engel der Sünde
- 1969: Stellenangebote weiblich (TV)
- 1970: The Games
- 1977: Staatsoperette
- 1980: Die letzten Tage der Menschheit (TV)
- 1981: Der tollste Tag (TV)
- 1982: Die Ausgesperrten (TV)
- 1983: Der Walzer der Toreros (TV)
- 1984: Lebenslinien (TV)
- 1985: ...beschloss ich, Politiker zu werden (TV)
- 1988: Eine Bewegung der Zeit (Kurzfilm)
- 2000: Probieren Sie’s mit einem Jüngeren (TV)
- 2004: Mein Vater, meine Frau und meine Geliebte (TV)
- 2005: Die Prinzipalin (TV)

## Auszeichnungen
- 1993: Karl-Skraup-Preis für Regie durch eine Kritiker-Jury für „Was geschah, nachdem Nora ihren Mann verlassen hatte oder Stützen der Gesellschaften“ von Elfriede Jelinek
- 1993: Ehrenmitgliedschaft der Grillparzer-Gesellschaft
- 1994: Ehrenmedaille der Bundeshauptstadt Wien in Gold
- 1998: Österreichisches Ehrenkreuz für Wissenschaft und Kunst I. Klasse
- 2004: Wiener Frauenpreis
- 2005: Goldenes Ehrenzeichen für Verdienste um das Land Wien
- 2005: Ehrenmitgliedschaft Volkstheater Wien
- 2006: Großes Silbernes Ehrenzeichen für Verdienste um die Republik Österreich[2]
- 2023: Nestroy-Theaterpreis für das Lebenswerk[3]

## Publikationen
- 2013: Unser Weana Patent. CD mit Liedern von Hans Werner. Hoanzl, Wien, 2013
- 2018: ... als ob sie Emma hießen: eine Nachbetrachtung, Residenz Verlag, Salzburg/Wien 2018, ISBN 978-3-7017-3458-0.